# سلام هیولا
سلام هیولا (انگلیسی: Hello Monster; کره‌ای: 너를 기억해) مجموعه تلویزیونی محصول کره جنوبی در سال ۲۰۱۵ با بازی سو این گوک، جانگ نا را، چوی وون یونگ و پارک بو گوم است. این مجموعه از ۲۲ ژوئن تا ۱۱ اوت ۲۰۱۵، روزهای دوشنبه و سه‌شنبه ساعت ۲۱:۵۵ (کی‌اس‌تی) از کی‌بی‌اس۲ برای ۱۶ قسمت پخش شد.
علیرغم آمار بینندگان پایین، منتقدان و مخاطبان داستان این مجموعه و عملکرد گروه بازیگری از جمله بازی پارک بو گوم را تحسین کردند.